# Estació de Parc Nou
Parc Nou, anomenada en el projecte constructiu Sant Cosme és una estació de la línia 9 del metro de Barcelona. En aquesta estació hi tindran parada en un futur trens de la L2 i L9.
Dona servei al barri de Sant Cosme del Prat de Llobregat, a l'escola Jaume Balmes, a la de Sant Cosme i Sant Damià, al CAP Doctor Pujol i Capsada i a l'institut Doctor Trueta, un dels accessos es fa pel carrer Riu Xúquer amb el carrer Riu Llobregat i l'altre pel carrer Riu Llobregat. L'estació és de tipus entre pantalles i disposa d'escales mecàniques i ascensors per a persones amb mobilitat reduïda (PMR), també compta amb una andana de 120 metres.
La previsió inicial era obrir l'estació l'any 2007, però donats els contratemps, es va posar en funcionament el 12 de febrer de 2016.
| Metro de Barcelona              |          |         |         |                        |
| Procedència/Destinació          | <        | Línia   | >       | Procedència/Destinació |
| Aeroport T1                     | Mas Blau |         | Cèntric | Zona Universitària     |
| Projectat                       |          |         |         |                        |
| Aeroport T1                     | Mas Blau |         | Cèntric | Badalona Pompeu Fabra  |
| Aeroport T1                     | Mas Blau | Can Zam | Cèntric |                        |
| Font recorregut: PDI 2009-2018. |          |         |         |                        |